# Военноморска академия, Ливорно
Военноморската академия (на италиански: Accademia Navale) в Ливорно е военноморско училище, който провежда базово военно обучение на бъдещи младши офицери от военноморския флот на Италия.

## История
„Accademia Navale“ е открита на 6 ноември 1881 г. Първоначално е настанена в болницата „Св. Джакомо“. Създадена е от тогавашния военноморски секретар адмирал Бенедето Брин като обединение на Regia scuola di marina на Кралство Сардиния (в Генуа) и Borbonica (в Неапол) след обединението на Италия и създаването на Кралския военноморски флот.
Сред първите кадети, обучавани в академията, е Манлио Гарибалди, последният син на Джузепе Гарибалди.
Всъщност до 1929 г. италианското военноморско училище си остава средно учебно заведение с три клона: класическа гимназия, реално училище и техникум. Едва през 1929 г. лично по инициатива на Бенито Мусолини е направен опит да се надскочи нивото на средното образование, но половинчато. Тогава е взето решение, че на възпитаниците на Военноморско училище – Ливорно ще се признават първите две години от обучението в университет, но за да получат диплома за висше образование, трябва да учат допълнително в някой от италианските университети. Тези положения са актуални и до днес при обучението на италианските офицери от ВМС.

## Българската следа във Военноморското училище в Ливорно
Почти веднага след създаването му Военноморското училище в Ливорно приема за обучение и стипендианти на приятелски държави. Сред тях са и стипендиантите на Министерството на войната на княжество България.
Българите учат военноморските науки в Ливорно на три пъти със съответните прекъсвания в периода от 1888 до 1938 г. (половин век). Общо са приети за обучение 12 кадети (курсанти) и двама слушатели (младшите офицери Панайот Миларов и Стефан Цанев). От това количество приетите през 1914 г. шест български кадети не успяват да се дипломират в Ливорно, защото са отзовани по политически причини, доколкото през май 1915 г. Италия нарушава своя неутралитет и влиза в Първата световна война на страната на Антантата.
Реализацията на завършилите в Ливорно български военноморски офицери е добра.
Възпитаникът на Военноморското училище в Ливорно капитан I ранг Йордан Минков е началник на Унтерофицерската морска школа през 1897 г., а бившият слушател капитан I ранг Стефан Цанев е командващ на българския военен флот (тогава Морските на Негово Величество войски) през Отечествената война 1944 – 1945 г. Капитан I ранг Христо Кукенски е първият командир и на двата български ескадрени миноносеца, впоследствие известен преподавател във ВВМУ „Н.Й. Вапцаров", за което е удостоен със стела на Алеята на преподавателя. Следва да се добави, че Хр. Кукенски се изявява и като мемоарист, при което описва своето обучение в Ливорно.
От гледна точка на статистиката е важно да се отбележи, кога възпитаниците на това италианско военноморско училище са най-многочислени сред офицерите в българския военен флот. Този максимум е отбелязан през 1941 г., когато 5,5% от офицерския състав на Морските на Негово Величество войски са възпитаници на Военноморското училище в Ливорно.
В нашето съвремие ВВМУ „Н.Й. Вапцаров“ и Военноморското училище – Ливорно поддържат тесни приятелски отношения, като курсантите на двете училища ежегодно участват в съвместни морски състезания.